# وليام الأسد
وليام الأسد ملك إسكتلندا في الفترة من 1165 - 1214 , وهو اسم مثالي لملك كان بالفعل شجاعاً لدرجة اللامبالاة، لكن الملك وليام كان في العديد من الحالات نكبة على إسكتلندا.
ففي العام 1174. وفي إحدى غاراته العديدة الحمقاء عبر الحدود الإنكليزية فوجئ في آنويك وأخذ أسيراً بأيدي رجال هنري الثاني ملك إنكلترا ، الذي أمر بإحضار وليام إليه مكبلاً بالسلاسل. سمح له الملك الإنكليزي بالعودة، لكن شرط أن يوافق بأن يكون هنري سيده الأعلى. كما كان عليه أيضاً أن يسلمه عدداً من القلاع الهامة.
وعندما قام ريتشارد الأول بجمع المال في عام 1189 للحملة الصليبية الثالثة، عرض على وليام الإعفاء من الشروط القاسية التي فرضت عليه من قبل الملك هنري وذلك لقاء مبلغ من المال. وافق الملك الإسكتلندي على ذلك. عادت إسكتلندا حرة من جديد، لكنه لم يمض وقت طويل حتى وقعت تحت وطأة حرب أهلية.